# Lamborghini LE3512
El Lamborghini LE3512 es un motor de combustión interna, diseñado y construido por la compañía Lamborghini para participar en el campeonato mundial de Fórmula 1 entre finales de la década de 1980 y principios de la de 1990.
Aunque a instancias de Ferruccio Lamborghini, fundador de la empresa automovilística del mismo nombre, ninguno de sus coches debía participar en las competiciones. Cuando fue gestionada por el presidente de la compañía americana, Lee Iacocca, se pensó que una de las formas de relanzar la imagen del toro sería proyectarlo en el máximo campeonato mundial de automovilismo, es decir, la Fórmula 1. 
A pesar del ambicioso proyecto, de un gran grupo industrial como Chrysler detrás, con técnicos de primer nivel y de una marca histórica, el motor nunca llegó a brillar especialmente.